# Le destin est maître

Le destin est maître est une pièce de théâtre en deux actes de Paul Hervieu, représentée pour la première fois au Théâtre de la Porte-Saint-Martin le 9 avril 1914.

## Distribution
| Acteurs et actrices ayant créé les rôles |                   |
| Personnage                               | Acteur ou actrice |
| Séverin de Chazay                        | Charles Le Bargy  |
| Gaétan Bereuil                           | Henry Roussell    |
| Messenis                                 | André Calmettes   |
| Joachim Bereuil                          | René Rocher       |
| Baptiste                                 | Jean Kemm         |
| Julianne Bereuil                         | Marthe Brandès    |
| Noémie Bereuil                           | Andrée Pascal     |

## Filmographie
- La pièce a été adaptée au cinéma en 1919 sous le titre Le destin est maître par Jean Kemm, avec Emmy Lynn, Henry Krauss, Renée Bartout, André Dubosc.